# 944
سنة 944 م كانت سنة كبيسة تبدأ يوم الإثنين (الرابط يظهر نموذج التقويم الكامل للسنة) من التقويم اليولياني.

## أحداث
- نهاية الحرب البيزنطية الروسية في 944 والتي بدأت في 941.

### حسب المنطقة

#### أفريقيا
- أبو يزيد يطلق ثورة ضد الفاطميون في جبال الأوراس.
- مدينة الجزائر يعاد تأسيسها من قبل ملك زيريون،بلقين بن زيري.

## مواليد
- أوتو،دوق بورجوندي.

## وفيات
- أبو منصور الماتريدي،عالم دين.